# DVB-T2
 (engl. Digital Video Broadcasting — Second Generation Terrestrial) je TV standard druge generacije za digitalni prenos TV signala putem predajnika.
Prva mreža koja radi po DVB-T2 standardu je napravljena u Velikoj Britaniji 2007. godine. Tokom 2010. i 2011. godine su DVB-T2 odašiljači počeli sa radom u Italiji, Švedskoj i Finskoj.

## u Srbiji
Prvo eksperimentalno emitovanje u Srbiji je realizovano na Telforu 2009. godine. Realizacija je izvedena u saradnji Telekoma Srbije i TV Foks, a emitovanje je bilo ograničeno na samom forumu.
DVB-T2 emitovanje odnosno digitalizacija u Srbiji je počela 2012 godine, u početku pokrivajući oko 40% teritorije Srbije. Danas DVB-T2 mreža ima nacionalnu pokrivenost od preko 98%. Digitalizacija je završena 7. juna 2015.

### TV kanali
Nacionalno dostupni TV kanali:
- RTS 1
- RTS 2
- RTS 3
- Pink
- B92
- Prva
- Happy

Regionalni i lokalni kanali:
- RTV 1 – Vojvodina i Beograd
- RTV 2 – Vojvodina
- NTV - Niš i okolina
- Studio B – Beograd i okolina
- TV Vranje – Vranje i okolina
- TV Sokobanja - Sokobanja i okolina
- TV5 Užice - Užice i okolina

## Tehničke karakteristike
koristi COFDM modulaciju kao i DVB-T, a s obzirom na broj nosioca (1k, 2k, 4k, 8k, 16k, 32k) koriste se modulacije (QPSK, 16 QAM, 64 QAM, 256 QAM). Za zaštitu od grešaka DVB-T2 koristi LDPC (Low Density Parity Check) i kodiranje BCH (Bose-Chaudhuri-Hocquengham). Za razliku od DVB-T, DVB-T2 koristi apsolutnu vremensku referencu za sinhronizaciju. Novost je i mogućnost rotacije konstelacije kako bi se postigla robusnost. Rotacija konstelacije ima efekta za korišćenje uz QPSK, 16 QAM i 64 QAM. U DVB-T2 sistemu su uvedeni neki novi količnici kodiranja i zaštitni intervali.

## Spoljašnje veze
- Websajt DVB projekta
- DigiTAG priručnik za DVB-T2
- Pregled DVB-T2 standarda od strane Enersys-a